# Liste von Militärs/E

## Ea
- Early, Jubal Anderson (1816–1894), Amerikanischer Bürgerkrieg

## Eb
- Eben, Johannes von (1855–1924), deutscher General der Infanterie im Ersten Weltkrieg
- Eberbach, Heinrich (1895–1992), deutscher General der Panzertruppe im Zweiten Weltkrieg
- Eberhardt, Magnus von (1855–1939), deutscher General der Infanterie im Ersten Weltkrieg
- Eberle, Edward Walter (1864–1929), US-amerikanischer Admiral; 1923–1927 dritter Chief of Naval Operations
- Eberstein, Ernst Albrecht von (1605–1676), Heerführer während des Dreißigjährigen Krieges; kaiserlicher, königlich-dänischer und kursächsischer Feldmarschall
- Eblé, Jean Baptiste (1758–1812), französischer General
- Eblé, Charles (1799–1870), französischer Général de division des Second Empire

## Ec
- Eccher ab Eccho, Oswald (1866–1935), im Ersten Weltkrieg militärischer Landesbefehlshaber von Tirol
- Echagüe, Rafael (1815–1887), spanischer General

## Ed
- Eddy, Manton Sprague (1892–1962), amerikanischer Generalleutnant im Zweiten Weltkrieg
- Edinburgh, Alfred, Duke of (1844–1900), Sohn Queen Victorias und britischer Admiral
- Edward of Woodstock, genannt der „Schwarze Prinz“, (1330–1376), englischer Heerführer im Hundertjährigen Krieg, Prince of Wales

## Eg
- Eggenberg, Hans Ulrich von (1568–1634), Obersthofmeister, Direktor des geheimen Rats und vertrauter Minister Kaiser Ferdinands II.
- Eggenberg, Ruprecht von (1546–1611), österreichischer Feldherr
- Eggenberg, Wolff von († 1615), österreichischer Offizier, General-Obrist
- Eggers, Jakob von (1704–1773)
- Egidy, Moritz von (1847–1898), deutscher Offizier und Ethiker
- Egidy, Moritz von (1870–1937), deutscher Kapitän zur See
- Egmond, Lamoral Graf von (1522–1568), Ritter und Statthalter von Flandern und Artois, hingerichtet

## Eh
- Ehrensberger, Konrad (1936–2009), deutscher Flottillenadmiral
- Ehrensvärd, Johan Jakob (1666–1731), schwedischer Oberst
- Ehrensvärd, Augustin (1710–1772), schwedischer Festungsbauer
- Ehrensvärd, Karl August (1745–1800), schwedischer Admiral
- Ehrhardt, Hermann (1881–1971), deutschnationaler Militär- und Freikorpsführer

## Ei
- Eichhorn, Hermann von (1848–1918), Generalfeldmarschall, in Kiew ermordet
- Eicke, Theodor (1892–1943), SS-Obergruppenführer der SS-Totenkopfverbände und General der Waffen-SS
- Einem, Karl von, genannt „von Rothmaler“ (1853–1934), Armeebefehlshaber im Ersten Weltkrieg, Generaloberst, Kriegsminister
- Eisele, Manfred (* 1938), deutscher Generalmajor der Bundeswehr, Assistant Secretary General for Planning and Support of Peacekeeping Operations/UNO
- Eisenhower, Dwight D., genannt Ike, (1890–1969), Oberkommandierender der Alliierten während des Zweiten Weltkrieges, 34. Präsident der USA
- Eitan, Rafael (1929–2004), israelischer General, Generalstabschef der israelischen Armee
- Eizenkot, Gadi (* 1960), israelischer General, Kommandeur des israelischen Nordkommandos

## El
- Elster, Botho Henning (1894–1952), deutscher Generalmajor im Zweiten Weltkrieg
- Elles, Sir Hugh Jamieson (1880–1945), britischer Panzergeneral, „Erfinder“ der Schlacht von Cambrai 1917
- Elphinstone, William CB (1782–1842), britischer Generalmajor; führte 1842 im Ersten Anglo-Afghanischen Krieg den verlustreichen Rückzug der Briten aus Kabul und kam dabei ums Leben

## Em
- Emmich, Otto von (1848–1915), General der Infanterie, Kommandeur eines Armeekorps im Ersten Weltkrieg

## En
- Ende, Friedrich Albrecht Gotthilf Freiherr von (1763–1829), preußischer Generalleutnant, Stadtkommandant von Köln
- Engels, Friedrich (1820–1895), Philosoph und Politiker, Adjutant von August Willich in der badisch-pfälzischen Armee
- Ismail Enver (1881–1922), Politiker, General und Kriegsminister des Osmanischen Reichs
- Engelhardt, Manfred (* 1951), General der Bundeswehr
- Enghien, Louis Antoine (1772–1804), Kavallerieoffizier im französischen Emigrantenheer, politisches Opfer von Napoleon Bonaparte

## Ep
- Epaminondas (um 418–362 v. Chr.), griechischer General und Staatsmann
- Epp, Franz von (1868–1947), deutscher Militär, Freikorpsführer und Politiker, Reichsstatthalter in Bayern

## Er
- Erdmann, Heinrich (1908–1992), deutscher Konteradmiral
- Erlach, Hieronymus Reichsgraf von (1667–1748), Schweizer, bis 1714 in kaiserlichen Diensten, dann als Schultheiss Oberhaupt von Stadt und Kanton Bern
- Erlach, Johann Ludwig von (1595–1650), protestantischer Söldnerführer, Schweizer General und Staatsmann

## Es
- Eschenburg, August (1848–1910), preußischer Offizier, zuletzt Generalmajor
- Klaus Eschenburg (1913–1973), Brigadegeneral im Bundesnachrichtendienst
- Eschwege, Ferdinand von (1790–1857), kurhessischer Generalleutnant, Mitglied der kurhessischen Ständeversammlung
- Eslava y Lazaga, Sebastián de (1681–1759), spanischer General; erster Vizekönig von Neugranada
- Espiard von Colonge, Benignus (1754–1837), bayerischer Generalleutnant und Staatsrat
- Espiard von Colonge, Franz Alexander (1748–1814), bayerischer Generalmajor
- Espinasse, Esprit (1815–1859), französischer General, gefallen bei Magenta
- Espinay-Saint Luc, François de (1554–1597), Grand Maître de l’Artillerie de France Heinrichs IV.
- Espinay-Saint Luc, Timoléon de (1580–1644), französischer Heerführer, Marschall von Frankreich
- Essen, Hans Henrik Graf von (1755–1824), schwedischer Feldmarschall und Staatsmann, Statthalter von Norwegen
- Estaing, Charles Henri, comte de (1729–1794), französischer Marineoffizier; Admiral im Siebenjährigen Krieg und im Amerikanischen Unabhängigkeitskrieg; guillotiniert
- Esterházy, Paul II. Anton Fürst (1711–1762), kaiserlicher Feldmarschall
- Estorff, Emmerich Otto August von (1722–1796), kurfürstlich braunschweigisch-lüneburgischer Generalleutnant
- Estrées, Victor-Marie, duc de (1660–1737), französischer Militär und Staatsmann, Vizeadmiral, Marschall von Frankreich
- Estrées, François-Annibal, duc de (1573–1670), französischer Diplomat und Militär, Marschall von Frankreich
- Estrées, Jean II. de, comte de Nanteuil-le-Haudouin, (1624–1707), Marschall und Admiral von Frankreich
- Estrées, Louis-Charles-César Le Tellier, duc de (1695–1771), französischer General, Marschall von Frankreich
- Eugen von Savoyen-Carignan, der edle Ritter, (1663–1736), österreichischer Feldherr und Kunstmäzen, Begründer der Großmachtstellung Österreichs

## Et
- Étienne de Vignolles gen. La Hire (~ 1390–1443), gasconischer Militär im Hundertjährigen Krieg

## Ev
- Evans, Sir De Lacy (1787–1870), britischer General
- Evans, Robley Dunglison (1846–1912), US-amerikanischer Admiral; Kriegsheld im Bürgerkrieg und Spanisch-Amerikanischen Krieg; kommandierte 1907/08 die Große Weiße Flotte auf der ersten Etappe ihrer Weltreise
- Evans, Snowy (1891–1925), australischer MG-Schütze, der möglicherweise Manfred von Richthofen abschoss.

## Ew
- Ewald, Johann von (1744–1813), hessischer Offizier, der im Amerikanischen Unabhängigkeitskrieg gekämpft hat, bekannt wegen seines Tagebuchs
- Ewell, Richard Stoddert (1817–1872), Amerikanischer Bürgerkrieg

## Ex
- Exelmans, Joseph-Maurice (1816–1875), französischer Admiral
- Exelmans, Rémy-Isidore (1775–1852), französischer Marschall
- Exmouth, Sir Edward Pellew, 1. Viscount (1757–1833), britischer Marineoffizier und Admiral, befreite die Christensklaven in Algier